# Grønsund
Grønsund är ett sund i Danmark. Det ligger i Region Själland, i den sydöstra delen av landet, 90 km söder om Köpenhamn. Det skiljer ön Falster i söder från öarna Bogø och Møn i norr. Dess norra del närmast Storströmmen kallas även Sortsø Gab. 